# Batalla de Aroma
La batalla de Aroma fue un enfrentamiento armado que tuvo lugar el 14 de noviembre de 1810 en los campos de Aroma o Arohuma (del aimara Haru Uma), a orillas del río Aroma, a pocos kilómetros de Sica Sica y al noroeste de Oruro. Actualmente corresponde al departamento de La Paz en Bolivia. Esta batalla resultó en un triunfo obtenido por una milicia de la intendencia de Cochabamba, considerada como un ejército irregular, adherente a la Junta de Gobierno de Buenos Aires surgida en la Revolución de Mayo de 1810, sobre las fuerzas realistas fieles al Consejo de Regencia de España e Indias. Suele ser considerada como el nacimiento del Ejército de Bolivia.
Algunas fuentes datan a la batalla de Aroma como ocurrida el 14 de octubre de 1810, lo que la convertiría en el primer triunfo patriota en el Virreinato del Río de la Plata. Sin embargo, la fecha correcta es el 14 de noviembre de 1810, pues el día 12 de noviembre las fuerzas de Arze aún se hallaban en Oruro.

## Antecedentes
En septiembre de 1810 el Ejército del Norte, enviado por la Junta de Buenos Aires para hacer reconocer su autoridad en el Alto Perú, salió de la ciudad de Salta penetrando en la quebrada de Humahuaca. El avance de la expedición estimuló a que el 14 de septiembre se produjera la Revolución de Cochabamba. La insurrección fue liderada por el coronel Francisco del Rivero, quien con milicias del valle de Cliza derrocó al gobernador intendente José González Prada, siendo proclamado jefe político y militar. Lo secundaban  Esteban Arze y Melchor Guzmán (alias el Quitón). El 23 de septiembre se procedió en Cochabamba a la jura y reconocimiento de la Junta de Buenos Aires.

## Pronunciamiento de Oruro
El 6 de octubre de 1810 se produjo el pronunciamiento de Oruro, encabezado por el subdelegado de Hacienda y Guerra Tomás Barrón, adhiriendo a la Junta de Buenos Aires. El recién llegado ministro contador José María Sánchez Chávez decidió resistir, encerrándose con los caudales junto con las escasas fuerzas veteranas y solicitando ayuda al general Juan Ramírez Orozco. A su vez, los revolucionarios de Oruro solicitaron ayuda a los de Cochabamba. 
Rivero envió a Oruro unos 2000 soldados al mando de Esteban Arce de los cuales por lo menos unos 200 de ellos eran de infantería que se encontraban armados con fusiles de estaño, unos 500 eran de caballería y el resto eran los cívicos urbanos al mando de Guzmán. Llevaban dos cañones de estaño, garrotes y hondas. Eufronio Viscarra relata sin embargo, que la fuerza era de 1000 hombres divididos en 10 compañías, auxiliados por 174 indígenas que transportaban los pertrechos. Señala que sólo un tercio tenía armas de fuego.
Esteban Arce llegó a esa ciudad el 20 de octubre de 1810 y reemplazó a Sánchez Chávez por Manuel Contreras. Luego de reforzar sus tropas con milicias locales, salió el 12 de noviembre junto con Guzmán y con 1.500 hombres mal armados al encuentro de las tropas realistas que el general Ramírez había enviado para sofocar la insurrección de Oruro. Estas tropas, 450 infantes veteranos y 150 dragones con dos piezas de artillería, estaban al mando de Fermín Piérola (otras fuentes mencionan 800 hombres).

## La batalla

Bandera del Imperio español; fue portada por el ejército realista y por los revolucionarios de Cochabamba.
Bandera regional de los revolucionarios de Cochabamba usada simultáneamente con la bandera del Imperio español.

El 14 de noviembre se produjo la batalla sobre un suelo muy accidentado, en donde la caballería cochabambina consiguió envolver a los realistas lo que culminó con el triunfo de Arce y la persecución del ejército realista en dirección a La Paz, teniendo este la mitad de sus fuerzas muertas o prisioneras. 
Piérola intentó resistir en Sicasica, pero su ingreso en el pueblo fue impedido por sus habitantes. Continuó hacia Calamarca y luego a Viacha, en las afueras de La Paz, en donde se hallaba Ramírez Orozco, quien repasó el río Desaguadero con sus tropas y los caudales públicos a mediados de noviembre. El 15 de noviembre ordenó al coronel Domingo Tristán y Moscoso que, en caso de que se produjera un levantamiento en La Paz, desalojara la ciudad con lo que pudiera salvar. Luego de la victoria y durante la persecución de los realistas, las tropas milicianas cochabambinas se dispersaron, retornando sólo un grupo pequeño a Cochabamba.
Rivero anunció al pueblo sobre la victoria en Aroma por los cochabambinos, la victoria en Cotagaita por el Ejército Auxiliar, el accionar de la Junta de Buenos Aires y en nombre del rey Fernando VII, expresando:

Valerosos y fidelísimos cochabambinos: Si ayer os comuniqué la plausible noticia de que el ejército auxiliar de nuestra capital la inmortal Buenos Ayres, alcanzó una completa victoria contra las tropas reunidas por los enemigos de la causa común en Santiago, hoy me toca anunciaros la que han obtenido nuestras expediciones a La-Paz; estas, sosteniendo un vivo fuego de tres horas en Aroma, han derrotado enteramente a cuatro cientos hombres armados de fusiles, y a tres cientos lanceros, coronándose nuestros hermanos de laureles con tan recomendable gloria cuanta ha sido la ventaja de los enemigos respecto a su mayor número de armas y de su posición dominante a nuestro ejército. Ved hai, valerosos cochabambinos, sellado el buen nombre de nuestra pátria con una acción memorable en los fastos de la historia; y ved, por fin, el justo motivo con que debeís tributar al Dios de las batallas, las alabanzas dignas del más religioso reconosimiento a la protección que dispensa a nuestros designios uniformes a la capital. Llenaos, cochabambinos, de los más dulces notas de gozo y alegría y descanzad en el valor y esfuerzo de nuestros hermanos los héroes de Buenos Ayres y Cochabamba, para no dudar que gozareis de la felicidad de que hasta aquí habeis privados. Cochabamba, Noviembre 17 de 1810.— FRANCISCO DEL RIVERO

Luego el gobernador Rivero emitió un bando el 21 de noviembre festejando la victoria:

Por cuanto la victoria de nuestras armas contra los enemigos de la felicidad común que decretaron la resistencia a los designios de nuestra capital Buenos Aires, obtenida por los campeones de ella en Suipacha y por nuestros esforzados y leales cochabambinos, exige que tributando al Dios de las batallas las más fervorosas gracias por la misericordia con que nos ha protegido, se hagan también demostraciones de nuestro júbilo y complacencia (...) en las noches de este día y las dos siguientes se iluminen los balcones, ventanas, puertas de calle y tiendas, y que en las de mañana y siguientes se procure la diversión pública en celebración de aquellas acciones decisivas de nuestra feliz suerte.

## Consecuencias
El triunfo de Aroma terminó con el ejército realista en el sur del Alto Perú. El 7 de noviembre esas fuerzas habían sido completamente derrotadas en la batalla de Suipacha, donde el ejército rioplatense obtuvo su primera victoria, lo cual facilitó la ocupación de todo el Alto Perú por las fuerzas del gobierno de Buenos Aires.
El 27 de noviembre de 1893, una ordenanza de Buenos Aires le impuso el nombre de Aroma a una pequeña calle de la ciudad.